# STAT3
El transductor de señal y activador de la transcripción 3, también conocido como STAT3, es un factor de transcripción codificado en humanos por el gen STAT3.

## Función
La proteína STAT3 pertenece a la familia de proteínas STAT. Los miembros de la familia STAT, en presencia de citoquinas y de factores de crecimiento, son fosforilados por un receptor asociado a tirosín quinasas, lo que les permite formar homo o heterodímeros que se translocan al núcleo donde actuarán como activadores de la transcripción. Esta proteína es activada mediante la fosforilación de dos residuos, la tirosina 705 y la serina 727, en respuesta a citoquinas y factores de crecimiento tales como el interferón, el factor de crecimiento epidérmico, IL-5, IL-6, factor de crecimiento de hepatocitos, factor inhibidor de leucemia y BMP2. STAT3 actúa como mediador en la expresión de diversos genes en respuesta a determinados estímulos celulares y así juega un importante papel en multitud de procesos celulares como la proliferación celular y la apoptosis. La GTPasa Rac1 ha demostrado ser capaz de unir y regular la actividad de STAT3. La proteína PIAS3 es un inhibidor específico de esta proteína. Se han descrito tres transcritos alternativos del gen STAT3 que codifican varias isoformas de la proteína.
La unión de citoquinas de la familia IL-6 (incluyendo la IL-6, la oncostatina M y el factor inhibidor de leucemia) al receptor de glicoproteína 130 da lugar a la fosforilación de STAT3 por la quinasa JAK2. El receptor de EGF y algunos otros receptores de tirosín quinasas, como c-Met, fosforilan STAT3 en respuesta a sus correspondientes ligandos. STAT3 también es una diana de las proteínas c-Src no receptores de tirosín quinasa.
Los embriones de ratón mutantes en STAT3 no pueden desarrollarse más allá del día 7 del proceso de embriogénesis, que es el momento en el que comienza la gastrulación. Parece ser que en estas fases tan tempranas del desarrollo, la activación de STAT3 es necesaria para la autorrenovación de las células madre embrionarias. De hecho, el factor inhibidor de leucemia, que es obtenido de cultivos de células madre embrionarias de ratón para mantener su estado indiferenciado, puede ser eliminado si STAT3 es activado a través de algún otro medio.
STAT3 es esencial para la diferenciación de las células T helper TH17, las cuales están implicadas en diversas enfermedades autoinmunes.

## Importancia clínica
La activación constitutiva de STAT3 se encuentra asociada con varios cánceres humanos y suele ser indicio de un mal pronóstico. Tiene efectos tanto anti-apoptóticos como proliferativos.

## Papel de STAT3 en cáncer
Aunque todavía no se han descrito mutaciones naturales de stat3, sí se ha podido comprobar que puede promover procesos de oncogénesis siendo constitutivamente activado por diversas vías, ya mencionadas anteriormente. Recientemente, se ha descrito un nuevo papel de STAT3 en la supresión de tumores. En este estudio, donde se analizaba un glioblastoma humano (cáncer cerebral), STAT3 demostró tener un papel oncogénico o supresor de tumores dependiendo del perfil mutacional del tumor. También se pudo observar la existencia de una conexión directa entre la ruta PTEN-Akt-FOXO (supresor) y el complejo receptor beta del factor inhibidor de leucemia (LIFRbeta)-STAT3 (oncogénica).

## Interacciones
La proteína STAT3 ha demostrado ser capaz de interaccionar con:
- Proto-oncogén RET[12][13][14]
- KHDRBS1[15]
- RPA2[16]
- NDUFA13[17]
- Janus quinasa 1[18][19]
- Receptor de glucocorticoides[20][21]
- RELA[22]
- NFKB1[22]
- STAT1[19][23][24]
- Src[25]
- ELP2[26]
- Receptor androgénico[18][27]
- TRIP10[28]
- HIF1A[29]
- Receptor de factor de crecimiento epidérmico[12][30]
- MTOR[31][32]
- NCOA1[33] RAC1,[34]
- MyoD[35]
- EP300[36]
- c-Jun[37]
- Proteína de la leucemia promielocítica[38]